# St. Martin (Petterweil)

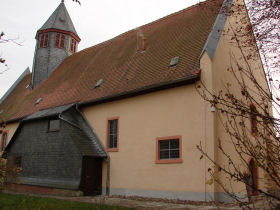
Langhaus und Turm der Kirche (Nordseite)

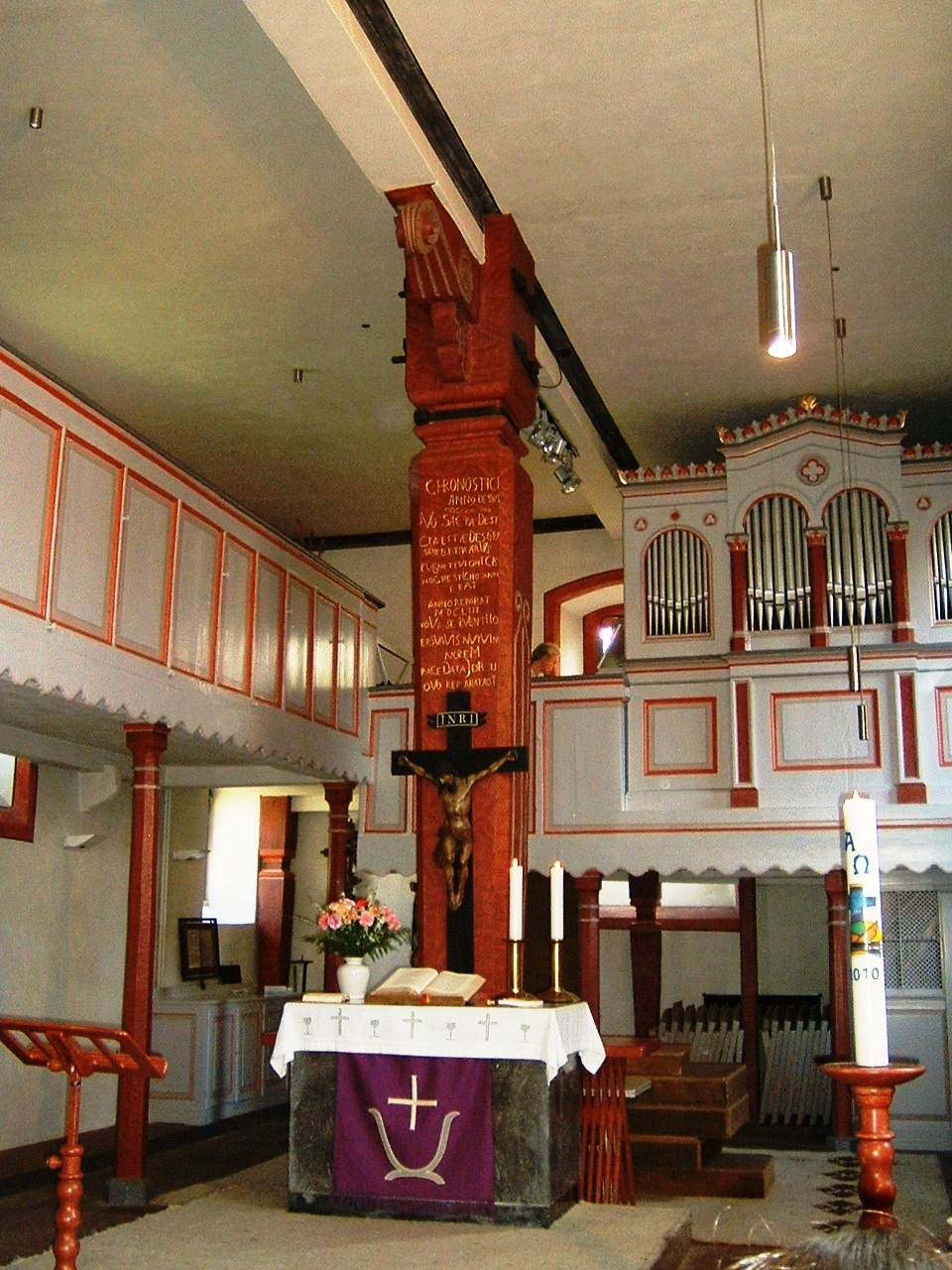
Altar

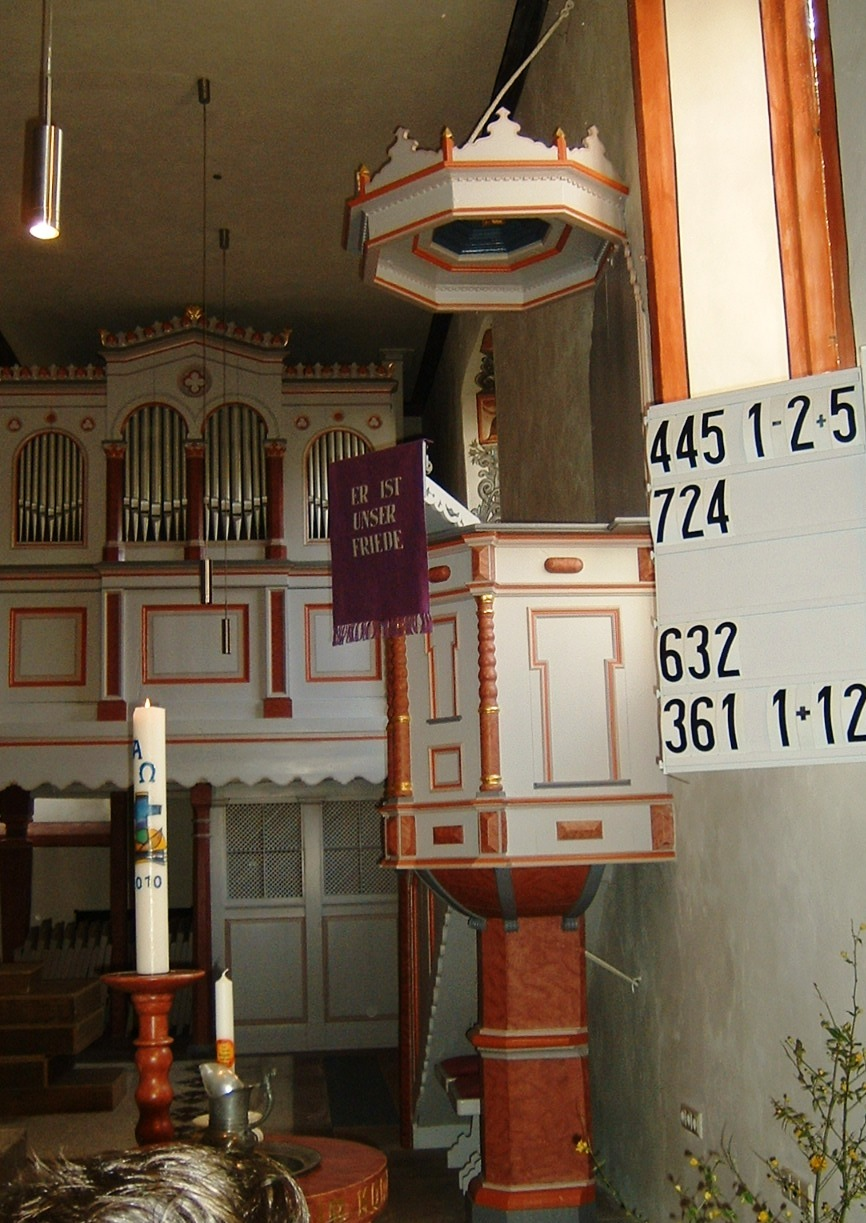
Kanzel

Die Kirche St. Martin ist die evangelische Dorfkirche des Karbener Ortsteils Petterweil. Sie wurde im Zentrum des historischen Ortskerns errichtet. Der heute vorhandene Bau stammt aus dem Jahr 1653.

## Geschichte
Eine erste Kapelle wurde an dieser Stelle um das Jahr 800 errichtet. Das Patrozinium des heiligen Martin von Tours gibt jedoch Anlass zur Vermutung, dass die Christen in der Umgebung bereits davor in einer Holzkirche ihre Gottesdienste abhielten. Im Besitz des Klosters Fulda diente sie im 9. Jahrhundert auch als Taufkapelle für die benachbarten Orte Okarben und Kloppenheim sowie dem inzwischen abgegangenen Hulshofen. Um 1200/1250 wurde die Kapelle durch einen im romanischen Stil errichteten Bau ersetzt. Aus dieser Zeit stammen das an der Westseite befindliche Rundbogenportal mit einem noch heute erhaltenen Weihwasserbecken sowie ein Taufstein. Mit der Reformation wurden das Dorf und mit ihm die Kirche evangelisch. Während des Dreißigjährigen Krieges wurde die Kirche fast vollständig zerstört.
Erst 1653 machten sich die Einwohner Petterweils an den Wiederaufbau. Wie auch zahlreiche andere hessisch Dorfkirchen hat sie trotz geringer Breite eine Mittelstütze, die einen Unterzug trägt. Seither erfuhr die Kirche zahlreiche bauliche Veränderungen. Im 19. Jahrhundert wurde die gotische Dachspitze durch den heute noch vorhandenen Dachreiter ersetzt.
Die zweimanualige Orgel mit Pedal wurde 1901 von Adam Eifert erbaut.